# Tobias Thiele
Tobias Thiele (* 1986 in Ost-Berlin) ist ein deutscher Musiker, der seit 2004 als Gitarrist, Produzent, Theatermusiker und Liedermacher arbeitet. Weiter komponierte und produzierte er Musik für das Theater.

## Leben und Wirken
Thiele bekam mit zehn Jahren eine eigene Gitarre. Sein erster Lehrer war der Liedermacher Frank Viehweg. Er besuchte ein Musikgymnasium und machte an der Universität der Künste Berlin eine studienvorbereitende Ausbildung. Über einen Produzenten kam er zur Arbeit als Studiomusiker und machte Aufnahmen für Künstler wie Stefanie Heinzmann, Cassandra Steen und Sido.
2016 veröffentlichte Thiele sein Solo-Debütalbum „Unerhört“, für das er 2017 den Förderpreis der Liederbestenliste erhielt. 2017 nahm er mit Unterstützung der Peter-Rohland-Stiftung sein zweites Album „Alles kann anders sein“ (2018) auf der Burg Waldeck auf. Während seines Aufenthaltes gewann er den ersten Preis beim Peter-Rohland-Singewettstreit und 2018 den „Walther-von-der-Vogelweide-Preis“, der ihm auf dem Liedermacher-Festival Songs an einem Sommerabend in Würzburg verliehen wurde.  2019 spielte er über 70 Konzerte, z. T. mit Band, in Deutschland, Österreich und Frankreich. Im Januar 2020 war er zu Gast in Kuba beim Liedermacher-Festival „Longina“ in Santa Clara  und spielte u. a. in Havanna beim internationalen Jazzfestival Jazz-Plaza; 2021 trat er wieder beim Würzburger Festival Songs an einem Sommerabend auf.
Thiele arbeitete als Musiker und Komponist am Theater tri-Bühne in Stuttgart („Bezahlt wird nicht“) und am Luzin-Theater in Wittenhagen („Die Bremer Stadtmusikanten“; dieses Stück wurde auch als Hörspiel produziert). Auch komponierte er Lieder für den Sänger und Rapper Fargo.